# Nikola Buća
Nikola Buća (en serbio: Никола Бућа; fl. 1325-1350) fue un noble serbio, comerciante de Kotor, y protovestiario (gerente financiero) al servicio del rey Esteban Dečanski de Serbia y el emperador Esteban Dušan.
Dušan buscaba el consejo de Buća en cada cuestión importante, ya que era su asesor más confiable, y este permaneció al servicio del emperador hasta su muerte.

## Historia
Nikola era parte de la Casa de Buća de Kotor, en el Reino de Serbia (actual Montenegro). El primer Buća conocido fue Tripe Mihov (Trifun Buća, Трифун Бућа). Las familias kotoranas ocuparon altos cargos en la corte serbia, y la más notable fue la Casa de Buča, mientras que el personaje más notable fue Nikola Buća. Su hermano era Mihajlo Buća, también diplomático de Esteban Dušan, y su sobrino era Trifun Mihajlov Buća. Nikola y Toma Pavlov, otro notable kotorano, comerciaban con sal.
Nikola Buća junto con el metropolitano Arsenije de Prizren, el kaznac Baldovin, el vaivoda Gradislav, el župan Vratko, el kniaz Grgur Kurjaković, el stavilac Miloš (título mencionado por primera vez), el vaivoda Dejan Manjak, Gradislav Sušenica y más, firmaron la carta emitida por Esteban Dečanski, de 22 de enero de 1325, por la venta de algunas posesiones marítimas a la República de Ragusa. Las posesiones eran Ston y Pelješac, que los raguseos habían tratado de comprar antes a través de conversaciones con Tripe Mihov.
El 15 de julio de 1326, el rey Esteban Dečanski confirmó que Andrija Peštić, Nikola Buća y Grubeta habían pagado las facturas de algunos mercados reales que habían arrendado. Buća había pagado a varias personas para hacerse con el control de los negocios en Kotor; El 1 de diciembre de 1326, confió a Ilija, sobrino de Bratoslav Dusinj de Ragusa, 700 perpers, y luego invirtió personalmente en bienes de Kotor que vendió en Serbia.
En enero de 1336, Nikola y su hermano Mihajlo se convirtieron en ciudadanos raguseos y recibieron el notable derecho de consejero (većnik). Sus hijos también recibieron la ciudadanía ragusea. La concesión de la ciudadanía fue el resultado de la participación de Buća en la venta. Los nobles más notables del rey Esteban Dušan (los velikaš, "grandes") recibieron hasta mil ducados, y Nikola Buća recibió una parcela de tierra en Ragusa y una parte de Ston. La ciudad de Ragusa (la actual Dubrovnik) se había enriquecido mucho durante el gobierno del emperador Dušan, quien constantemente le otorgaba obsequios y delegaciones.
Hay fuentes que dicen que los nobles kotoranos adquirieron fama durante el reinado del rey Esteban Dečanski, cuando, bajo el mando de Nikola Buća, capturaron el estandarte búlgaro y la cruz durante la batalla de Velbazhd (1330). Probablemente había apoyado el derrocamiento de Dečanski por parte de Dušan en 1331.
En 1344, pidió permiso para construir el monasterio de los dominicos de San Nicolás en Kotor.
Buća ostentaba el título de komornik (en documentos latinos "comes camerarius"), antes de la coronación de Dušan como emperador, momento en el que la nobleza y el clero serbios fueron elevados en títulos: Buća fue elevado a protovestiario. El protovestiario era el principal funcionario financieroBuća tenía varios socios comerciales en sus parientes cercanos. El poder del protovestiario está mejor atestiguado por el proverbio : "Car da – al Buća ne da" (El Emperador da, pero Buća no).
Buća acompañó al emperador Dušan en sus visitas a Dubrovnik y Kotor, en 1350. Murió en 1354.
Su sobrino Trifun Mihajlov Buća (fl. 1357), una de las personas más conocidas e importantes de su tiempo, sirvió al sucesor del emperador Dušan, Esteban Uroš V, como protovestiario.